# Discovery Drilling Equipment
ТОВ «Діскавері — бурове обладнання» (Discovery Drilling Equipment) — виробничий підрозділ Discovery Industrial Services Ltd, компанії, що розташована в Лондоні, Велика Британія. Проектування та керівництво проектами ведеться з офісів в Англії та США, а їх реалізація відбувається на заводі в Україні. ДБО спеціалізується на будуванні нових бурових установок, проектуванні та виготовленні комплектуючих, а також забезпечує сервісне обслуговування. Заснована у 2006 році на базі Стрийського заводу «Металіст», історія ДБО своїм корінням сягає аж у 1885 рік.

## Історія
У 1885 році англійські підприємці Перкінс і Макінтош у м. Стрий (нині Львівської області) заснували завод з випуску нафтовидобувного обладнання «Perkins», «Mac'In-tosh and Perkins».
У 1939 році завод перейменовано на «Металіст». Після Другої світової війни на заводі розпочали виробництво бурової геологорозвідувальної техніки, що користувалася попитом серед різних країн світу. За радянських часів «Металіст» підпорядковувався Міністерству геології СРСР.
У 1999 році контрольний пакет акцій ВАТ Стрийський завод «Металіст» придбало ЗАТ «Концерн Надра». У роки незалежності України на заводі освоєно серійне виробництва агрегатів АОРС-40, АОРС-60, АОРС-80 для ремонту нафтових і газових свердловин, а також виготовлення на базі АОРС-60 бурового агрегата УБ-60.
У 2006 році на базі заводу «Металіст» створено ТОВ «Діскавері — бурове обладнання (Україна)» (Discovery Drilling Equipment) та ПрАТ «Стрий-Інжиніринг» (послуги технічного консультування з інжинірингу, інженерно-проєктні роботи — розроблення металоконструкцій, механіки, гідравліки тощо).
У 2019 році вироблена установка SL2500 AC 650Т W — перша установка, збудована для української компанії, яка бурить в Україні. Пробурила свердловину глибиною 6172 м на перспективному Кошевойському родовищі. До цього стаціонарні бурові в компанії відправляли тільки на експорт.

## Продукція
- Нові бурові / обслуговування бурових установок, як стаціонарних, так і мобільних.
- Широкий спектр комплектуючих бурової установки, як механічних так і електричних.
- Повна підтримка у сервісному обслуговуванні.
- Технічне обслуговування.
- Ремонт бурових установок, модернізація та управління проектами.